# Philadelphia 76ers 1974-1975
La stagione 1974-75 dei Philadelphia 76ers fu la 26ª nella NBA per la franchigia.
I Philadelphia 76ers arrivarono quarti nella Atlantic Division della Eastern Conference con un record di 34-48, non qualificandosi per i play-off.

## Roster
| N° | Naz.                   | Ruolo | Sportivo         | Anno | Alt. | Peso |
| -- | ---------------------- | ----- | ---------------- | ---- | ---- | ---- |
| 3  | Stati Uniti (bandiera) | GA    | Fred Carter      | 1945 | 191  | 84   |
| 5  | Stati Uniti (bandiera) | GA    | Tom Van Arsdale  | 1943 | 196  | 92   |
| 10 | Stati Uniti (bandiera) | G     | Don Smith        | 1951 | 183  | 73   |
| 11 | Stati Uniti (bandiera) | G     | Freddie Boyd     | 1950 | 188  | 82   |
| 20 | Stati Uniti (bandiera) | GA    | Doug Collins     | 1951 | 198  | 82   |
| 22 | Stati Uniti (bandiera) | G     | Connie Norman    | 1953 | 191  | 79   |
| 22 | Stati Uniti (bandiera) | G     | Perry Warbington | 1952 | 188  | 75   |
| 25 | Stati Uniti (bandiera) | AC    | LeRoy Ellis      | 1940 | 208  | 95   |
| 26 | Stati Uniti (bandiera) | A     | John Tschogl     | 1950 | 198  | 93   |
| 28 | Stati Uniti (bandiera) | C     | Walt Wesley      | 1945 | 211  | 100  |
| 32 | Stati Uniti (bandiera) | AC    | Billy Cunningham | 1943 | 198  | 95   |
| 33 | Stati Uniti (bandiera) | A     | Ken Durrett      | 1948 | 201  | 86   |
| 34 | Stati Uniti (bandiera) | AC    | Clyde Lee        | 1944 | 208  | 93   |
| 42 | Stati Uniti (bandiera) | AC    | Harvey Catchings | 1951 | 206  | 99   |
| 44 | Stati Uniti (bandiera) | GA    | Allan Bristow    | 1951 | 201  | 95   |
| 50 | Stati Uniti (bandiera) | A     | Steve Mix        | 1947 | 201  | 98   |

## Staff tecnico
- Allenatore: Gene Shue
- Vice-allenatore: Jack McMahon
- Preparatore atletico: Al Domenico